# Farkas Bolyai

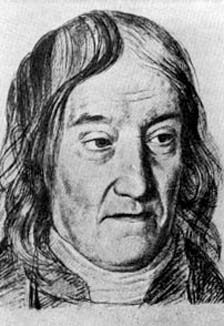
Farkas Bolyai

Farkas Bolyai, deutsch auch Wolfgang Bolyai (* 9. Februar 1775 in Bólya, Siebenbürgen; † 20. November 1856 in Neumarkt am Mieresch) war ein ungarischer Mathematiker.

## Leben
Bolyai entstammte dem Adelsgeschlecht Bell, einer Linie des Adelsgeschlechts Kerpen. Er studierte an der Universität Klausenburg, der Universität Jena und der Georg-August-Universität Göttingen, wo er 1796 promoviert wurde. In Göttingen wurde er ein enger Freund von Carl Friedrich Gauß. Im Jahr 1802 wurde er Professor für Mathematik, Physik und Chemie am reformierten Kolleg in Marosvásárhely (Neumarkt am Mieresch), wo er bis 1849 tätig war.
Er untersuchte, ob sich das Parallelenaxiom aus den anderen vier Axiomen der euklidischen Geometrie herleiten lässt. Hierbei fand er acht äquivalente Aussagen, die in seinem Hauptwerk Tentamen (1832) enthalten sind. Unter anderem bewies er die logische Äquivalenz der Aussage „Durch drei nicht auf einer Geraden liegende Punkte gibt es einen Kreis“ zum Parallelenaxiom.
Ein Sohn war der Mathematiker János Bolyai.
In der Kurzen Straße 2 in Göttingen wurde 1993 zu Ehren von Bolyai eine Gedenktafel angebracht. Dort, im Vorgängerhaus, wohnte er in den Jahren von 1796 bis 1799 während seiner Göttinger Studienzeit.

## Schriften
- Franz Schmidt, Paul Stäckel (Hrsg.): Briefwechsel zwischen Carl Friedrich Gauss und Wolfgang Bolyai. B. G. Teubner, Leipzig 1899, (bei der University of Michigan; im Internet-Archiv).
- Paul Stäckel (Hrsg.): Wolfgang und Johann Bolyai (= Urkunden zur Geschichte der nichteuklidischen Geometrie. 2). B. G. Teubner, Leipzig und Berlin 1913;
  - Erster Teil: Leben und Schriften der beiden Bolyai. (Biographie)
  - Zweiter Teil: Stücke aus den Schriften der beiden Bolyai.